# Dramski eksperimentalni studio Dečji osmeh
Dramski eksperimentalni studio „Dečji Osmeh“ je studio koji radi na edukaciji dece kroz pozorišne metode i kroz igru, tako da deca kroz radionice ili stvaraonice kako ih oni zovu, stiču i usvajaju nova znanja. Tokom svih ovih godina Studio je napredovao, i od male grupe učenika, narasli su u pravi dramski Studio koga čini 150 polaznika različite strukture i različitih dobi. Studio se isto tako bavi i humanitarnim radom, radeći sa decom doma iz Zvečanske ulice u Beogradu, decom iz rasejanja i sa decom sa posebnim potrebama. Nastao je 24. avgusta 1994. godine.

## Aktivnosti
Aktivnosti studija uključuju predstave, prezentacije rada, radionice, programe za mlade, festivale i susrete, mreže i saradnje, gostovanja itd.

## Predstave
- Torta sa pet spratova
- Prosidba
- Priča o Tezeju i Arijadni
- Začarata Lepotica
- Uplakana Katarina
- Ogledalo sa jednim licem
- Naši velikani kad su bili mali
- Mis Bubašvabis
- Kako je crni mačak naučio galebicu da leti
- Dugo putovanje u Jevropu
- Priča o Milevi Marić i Albertu Ajnštajnu
- Odlično Obična Priča
- Nebesko Pero i Ja
- Ko sam ja[2]
- Ogledalo duše[3]

## Kampovi
- Kopaonik (2002 - 2005)
- Lepenski Vir (2003)
- Zlatar (2001)
- Kotor
- Sremski Karlovci (2005)
- Nacionalni park Tara (2008)

## Nastavni kamp Sremski Karlovci
- Od 6. do 16. avgusta 2006. godine održao se kamp u Sremskim Karlovcima pod nazivom "Letnja škola srpskog jezika, običaja i kulture - Sremski Karlovci 2006", a polaznici su deca srednjoškolskog uzrasta iz Nemačke, Austrije, Rumunije, Makedonije, Republike Srpske i Češke.
- Kamp je organizovao Kreativni klub "EDUCO" iz Sremskih Karlovaca.
- Tokom desetodnevnog boravka u školi u autentičnom ambijentu grada duhovnosti, polaznici su uz znalački i kreativno osmišljen program stekli nova i upotpunili postojeća znanja o srpskom jeziku i pismu, srpskoj kulturi, istoriji, običajima i tradiciji.
- Programom je predviđen obilazak Karlovaca i Stražilova, fruškogorskih manastira, Novog Sada, Petrovaradinske tvrđave i brojnih institucija. U kreativnom delu programa, polaznici su svakodnevno sa animatorima iz studia pripremali scenski program, na temu koju su tog dana obrađivali.[4][5]

## Nastavni kamp Kopaonik
- Desetak godina zaredom u organizaciji Ministarstva za prosvetu Republike Srbije i društvenog preduzeća „Junior“, specijalizovanog za đački i omladinski turizam, u Brzeću, istočnom delu Nacionalnog parka na Kopaoniku, gostuju učenici Jugoslovenske dopunske škole iz tri švajcarska kantona. Dramski studio je radio sa oko četiri stotine đaka, uzrasta od šest do 15 godina raspoređenih u četiri smene, koji su uživali u zimskim radostima ovog rekreativno-edukativnog kampa u Srbiji.
- Pored gostiju iz Švajcarske, tu su bili i mališani od prvog do četvrtog razreda, njih dve stotine iz Čačka.
- Svi polaznici kampa su radili na predstavi „Priča o mačku koji je naučio galebicu da leti“, koju su prezentovali na završnoj večeri kampa.[6]

## Nastavni kamp Zelena bajka
- Studio i organizacija "Ambasadori životne sredine" realizuju ekološko-kulturni, multimedijalni kamp pod imenom “Zelena Bajka”. Kamp će se odvijati na Nacionalnom parku Tara. Razlog i potreba ovakvog kampa su jačanje veze matice sa dijasporom, posebna zabrinutost jeste da nove generacije sve slabije govore maternji jezik i da vrlo malo imaju znanja o zemlji svoga porekla, o njenoj prošlosti i kulturi. Polaznici kampa će biti Deca iz dijaspore (kulturno-verska zajednica iz Toronta) i Deca iz Srbije.[7]

## Gostovanja
- Švajcarska[8]
- Kairo - Egipat (2004, 2007)[9]
- Novi Sad

## Cifet
Ovaj studio je bio prvi koji je pozvan iz Srbije na internacionalno takmičenje eksperimentalnih pozorišta u Kairu. Takođe, od šezdeset profesionalnih pozorišta, ovo je bilo jedino amatersko pozorište, i bili su među prvih dvadeset plasiranih pozorišta, što je veliki uspeh za ovaj studio.

## Literatura
- Prosidba i Priča o Tezeju i Arijadni
- Devetnaesti Međunarodni festival eksperimentalnih pozorišta - Cifet
- Saradnja
- Rad sa decom u dopunskim školama u Švajcarskoj

## Spoljašnje veze
- Zvanični sajt Архивирано на веб-сајту  (11. октобар 2008)
- Nezvanični sajt